# Rab34
Rab34 (též Rah) je Rab protein, který podle některých studií provedených v lidských fibroblastech hraje roli v rané fázi formování makropinozómů, v buněčné linii HeLa nicméně asociuje s Golgiho aparátem a tvorby makropinozómů se pravděpodobně vůbec neúčastní. Místo toho tam má důležitou funkci v regulaci průchodu sekretovaných proteinů (jako je VSVG) skrze jednotlivé cisterny Golgiho aparátu. Mimoto Rab34 spolu s proteinem RILP a folikulinem regulují pozici lysozómů v buňkách. 